# WWF The Music, Vol. 3
WWF The Music, Vol. 3 è un album musicale pubblicato nel 1998. Contiene alcune delle musiche d'ingresso dei Wrestler della WWF (attuale WWE) di quell'anno, ed è il primo album ad avere il logo della WWF personalizzato sulla copertina.

## Tracce
- Tranne dove non indicato, le tracce sono del compositore Jim Johnston. I numeri dopo il trattino indicano la durata.

1. The Undertaker - 3:36
2. Edge – 3:16
3. X-Pac – 3:11
4. Dude Love – 3:08
5. Kane – 3:12
6. The Rock Do You Smell It – 3:14
7. Gangrel / The Brood – 3:43
8. Ken Shamrock – 2:58
9. Oddities (composta e cantata dalla Insane Clown Posse) – 3:40
10. D-Generation X (cantata dalla "The Chris Warren Band") - 2:50
11. Sable – 2:55
12. New Age Outlaws – 2:59
13. Val Venis – 3:37
14. Stone Cold Steve Austin - 3:38